# Траоре, Адама (ивуарийский футболист)
Адама Траоре (фр. Adama Traoré; 3 февраля, 1990, Бондуку, Кот-д’Ивуар) — ивуарийский футболист, защитник клуба «Мельбурн Виктори» и сборной Кот-д’Ивуара.

## Клубная карьера
Траоре — воспитанник клуба «Эколь де Футбол Йео Мартьяль», за который играл в 2005—2008 годах. В 2009 году перешёл в австралийский клуб «Голд-Кост Юнайтед». 15 августа в матче против «Норт Квинсленд Фьюри» дебютировал в чемпионате Австралии. 31 октября 2010 года в матче против «Норт Квинсленд Фьюри» забил первый гол за «Голд-Кост Юнайтед». В составе клуба стал двукратным бронзовым призёром чемпионата Австралии. 15 марта 2012 года перешёл в другой австралийский клуб «Мельбурн Виктори», подписав контракт на 2 года. В сезоне 2012/13 стал бронзовым призёром национального чемпионата.
14 июня 2014 года свободным агентом перешёл в португальский клуб «Витория» (Гимарайнш), подписав многолетний контракт. 16 августа в матче против «Жил Висенте» дебютировал в чемпионате Португалии. Всего за «Виторию» в чемпионате Португалии сыграл 15 матчей.
10 января 2015 года за 1,5 миллиона евро перешёл в швейцарский клуб «Базель», подписав контракт на 3,5 года. 22 февраля в матче против «Янг Бойза» дебютировал в чемпионате Швейцарии. 1 августа того же года в матче против «Сьона» забил первый гол за «Базель». В сезоне 2014/15 стал чемпионом Швейцарии, а также финалистом кубка Швейцарии.

## Международная карьера
Играл за различные молодёжные сборные Кот-д’Ивуара. 6 сентября 2015 года в отборочном матче к Кубку африканских наций 2017 против сборной Сьерра-Леоне дебютировал в основной сборной.

## Достижения
«Базель»
- Чемпион Швейцарии (2): 2014/15, 2015/16, 2016/17
- Финалист Кубка Швейцарии: 2014/15